# Cavaglietto
Cavaglietto es una localidad y comune italiana de la provincia de Novara, región de Piamonte, con 396 habitantes.

## Evolución demográfica
| Gráfica de evolución demográfica de Cavaglietto entre 1861 y 2001 |
|                                                                   |
| Fuente ISTAT - elaboración gráfica de Wikipedia                   |